# Waterdrager (aquaduct)
De Waterdrager is een aquaduct in het centrum van Nieuwerkerk aan den IJssel in de Zuid-Hollandse gemeente Zuidplas. Over het aquaduct loopt de Ringvaart van de Zuidplaspolder, een voetpad en een fietspad. Onder het aquaduct door loopt het Raadhuisplein. De Waterdrager is een van de meest bijzondere bouwkundige monumenten van Nieuwerkerk aan den IJssel en uniek in zijn soort, omdat het twee delen van het dorp in twee verschillende polders verbindt, zonder gebruik te maken van een brug: dit is vrijwel uniek in Nederland.